# Нгујен Ван Хунг
Нгујен Ван Хунг (вијетнамски: Nguyễn Văn Hùng; кинески: 阮文雄; Пинјин: Ruǎn Wénxióng; рођен 1958) је вијетнамско—аустралијски католички свештеник и активиста за људска права на Тајвану. Стејт департмент Сједињених Држава га је признао као „хероја који делује да оконча модерно ропство“.

## Рани живот
Нгујен Ван Хунг је одрастао у породици ниже средње класе изван провинције Бинх Туи у Јужном Вијетнаму, са два брата и пет сестара. Његов отац је био рибар, али је умро након дуге борбе са болешћу, због чега је његова мајка, побожна католкиња са коренима са севера земље, постала главни хранилац породице. Сам Нгујен Ван Хунг је следио веру своје мајке.
Напустио је Вијетнам 1979. пренатрпаним бродом; спашен норвешким бродом након само 36 сати и одведен у Јапан, придружио се Мисионарском друштву Светог Колумбана по доласку тамо.
Живео је у Јапану три године, студирајући и узимајући разне послове да би се издржавао, укључујући као сервисер аутопутева, радник у фабрици челика и гробар. Први пут је дошао на Тајван 1988. као мисионар, након чега је отишао у Сиднеј, Нови Јужни Велс, Аустралија, да учи у богословији. Рукоположен је 1991. и вратио се на Тајван следеће године (1992).

## Рад на Тајвану
Нгујен Ван Хунг је 2004. године основао вијетнамску канцеларију за мигрантске раднике и невесте у округу Таојуан (садашњи град Таојуан) како би понудио помоћ вијетнамским имигрантима на Тајвану. Вијетнамска америчка радио станица Литтле Саигон Радио и други помогли су му да изнајми други спрат гимназије; две собе од седамдесет квадратних метара нуде простор за спавање, док се две друге користе за канцеларијски простор. Они пружају часове мандаринског језика, собу и пансион, као и правну помоћ.
Разоткривање Нгујен Ван Хунга злостављања страних радника и невеста довело је до тога да амерички Стејт департмент наведе Тајван као регион „Тиер 2“ поред земаља као што је Камбоџа због њиховог недостатка напора у борби против трговине људима, што се показало великом међународном срамотом за острвска влада. Његов рад га је такође учинио метом застрашивања на Тајвану.